# Dar Szczecina
Dar Szczecina – polski jednomasztowy jacht żaglowy typu Antares. Jest jednym z trzech (obok Magnolii i Zrywu) jachtów będących własnością m. Szczecin i zarazem jego flagową jednostką.

## Historia i rejsy
Jacht został zbudowany w latach 1968–69 r. w Stoczni Jachtowej im. L Teligi, według projektu Ryszarda Langera i Kazimierza Michalskiego. Kadłub jednostki wykonano z klejonej łuszczycy mahoniowej a pokład z drewna tekowego, maszt aluminiowo-stalowy. Fundusze na budowę jednostki zbierało Stowarzyszenie Rozwoju Żeglarstwa – Społeczny Komitet Budowy „Daru Szczecina”. Wodowanie i podniesienie bandery nastąpiło 14 czerwca 1969 r. Matką chrzestną została D. Kopacewicz (szczecińska żeglarka), a podniesienia bandery dokonał ówczesny minister żeglugi Jerzy Szopa. Pierwszym właścicielem jednostki była Sekcja Żeglarska MKS Pogoń (1969–96). W 1996 roku jacht przejęło m. Szczecin.
Jacht odbył liczne rejsy po Morzu Bałtyckim i Północnym oraz po Oceanie Atlantyckim. W 1973 roku Kpt. Kraszewski podjął na nim nieudaną próbę opłynięcia świata. W pierwszych latach żeglugi Dar Szczecina miał dwa maszty i pływał jako jol, ale w 1974 r. podczas remontu bezanmaszt zlikwidowano. Jacht ma doskonałe parametry regatowe. Startował w wielu regatach organizowanych w kraju i za granicą. Jednostka brała udział m.in. w Międzynarodowych Regatach Gryfa Pomorskiego 1969 (1. miejsce), 1971, regatach Cowes-Cork w Anglii 1970, Ostseewoche 1970 (1. miejsce), Kieler Woche 1971, Round Gotland Race 1971, Regatach Bermudzkich 1972, Ostseeregatta 1972 w Warnemünde (2. miejsce w klasie IOR I). W 1972 roku brał udział w Olimpiadzie Żeglarskiej w Kilonii. 
Dar Szczecina reprezentował m. Szczecin na paradzie jednostek żeglarskich z okazji 200 lecia USA w roku 1976. Brał też udział w Tall Sh`ips' Races w latach 1976, 1984, 2004, 2005, 2010, 2012, 2013, 2018 i 2019. Triumfował w klasie C Regat TSR w roku 2007, 2012 i 2013 i 2019. W 2013 r. wygrał też klasyfikację generalną regat (słabe wiatry wyjątkowo sprzyjały wówczas mniejszym żaglowcom, zazwyczaj regaty wygrywały jednostki większych klas, A lub B). W roku 2019 Dar Szczecina z załogą młodzieżową i kapitanem Wojciechem Maleiką wygrał w TTSR nie tylko w połączonej klasie C i D (jachtów współczesnych), ale także bez podziału na klasy, płynąc w dość silnych przeciwnych wiatrach. Od 1996 r. bierze udział w Programie Edukacji Morskiej (Szczecińska Szkoła pod Żaglami), służy do szkolenia młodzieży ze szkół.
Jacht został uhonorowany tytułem Ambasador Szczecina.